# Yale (romanisatie)
De Yale-romanisatie is een verzameling van vier romanisatiesystemen die tijdens de Tweede Wereldoorlog door de Verenigde Staten voor haar soldaten gemaakt werden. Het Mandarijn, Standaardkantonees, Japans en Koreaans werden geromaniseerd. De vier romanisaties maken echter geen gebruik van eenzelfde systeem, waardoor de klank van een letter kan verschillen.
Voor het Nederlands mogen de Yale-romanisaties niet als een transliteratie gezien worden, omdat ze niet aangeven hoe een woord door een Nederlandstalige uitgesproken moet worden.

## Standaardkantonese Yale (romanisatie)
Yale is een van de meest gebruikte romanisatievormen om het Standaardkantonees in Latijns schrift om te zetten.
Jyutping is naast Yale een van de meestgebruikte romanisatievormen van Standaardkantonees. Yale heeft een probleem, wat jyutping niet heeft. Yale maakt namelijk geen onderscheid tussen de IPA-klanken: ɵ en œ. In Yale worden beide klanken geschreven als eu, terwijl het in jyutping geschreven wordt als eo en oe. In jyutping wordt de IPA-klank ɛːu geschreven als eu. Een voorbeeld is [tɛːu] (掉).

### Beginletters
De eerste letter is in Yale. De letter(s) tussen haakjes zijn in het Internationaal Fonetisch Alfabet.
| Beginletter(s) | Beginletter(s) | Beginletter(s) | Beginletter(s) |
| -------------- | -------------- | -------------- | -------------- |
| b [p]          | p [pʰ]         | m [m]          | f [f]          |
| d [t]          | t [tʰ]         | n [n]          | l [l]          |
| g [k]          | k [kʰ]         | ng [ŋ]         | h [h]          |
| j [ts]         | ch [tsʰ]       | s [s]          |                |
| gw [kw]        | kw [kʰw]       | y [j]          | w [w]          |

### Eindletters
| Eindletter(s) | Eindletter(s) | Eindletter(s) | Eindletter(s) | Eindletter(s) | Eindletter(s) | Eindletter(s) | Eindletter(s) | Eindletter(s) |
| ------------- | ------------- | ------------- | ------------- | ------------- | ------------- | ------------- | ------------- | ------------- |
| a [a]         | aai [ai]      | aau [au]      | aam [am]      | aan [an]      | aang [aŋ]     | aap [ap]      | aat [at]      | aak [ak]      |
|               | ai [ɐi]       | au [ɐu]       | am [ɐm]       | an [ɐn]       | ang [ɐŋ]      | ap [ɐp]       | at [ɐt]       | ak [ɐk]       |
| e [ɛ]         | ei [ei]       | geen [ɛːu]    |               |               | eng [ɛŋ]      |               |               | ek [ɛk]       |
| i [i]         |               | iu [iu]       | im [im]       | in [in]       | ing [ɪŋ]      | ip [ip]       | it [it]       | ik [ɪk]       |
| o [ɔ]         | oi [ɔi]       | ou [ou]       |               | on [ɔn]       | ong [ɔŋ]      |               | ot [ɔt]       | ok [ɔk]       |
| u [u]         | ui [ui]       |               |               | un [un]       | ung [ʊŋ]      |               | ut [ut]       | uk [ʊk]       |
| eu [œ]        |               | eui [ɵy]      |               | eun [ɵn]      | eung [œŋ]     |               | eut [ɵt]      | euk [œk]      |
| yu [y]        |               |               |               | yun [yn]      |               |               | yut [yt]      |               |
|               |               |               | m [m̩]         |               | ng [ŋ̩]        |               |               |               |

### Toonhoogtes
In het Standaardkantonees worden klanken hoogstens op 6 verschillende tonen gesproken.
| Nummer | Beschrijving | Verschillende tonen in Yale in het Standaardkantonees | Verschillende tonen in Yale in het Standaardkantonees | Verschillende tonen in Yale in het Standaardkantonees |
| ------ | ------------ | ----------------------------------------------------- | ----------------------------------------------------- | ----------------------------------------------------- |
| 1      | high-flat    | sī                                                    | sīn                                                   | sīk                                                   |
| 1      | high-falling | sì                                                    | sìn                                                   |                                                       |
| 2      | mid-rising   | sí                                                    | sín                                                   |                                                       |
| 3      | mid-flat     | si                                                    | sin                                                   | sik                                                   |
| 4      | low-falling  | sìh                                                   | sìhn                                                  |                                                       |
| 5      | low-rising   | síh                                                   | síhn                                                  |                                                       |
| 6      | low-flat     | sih                                                   | sihn                                                  | sihk                                                  |

### Voorbeeld
| Traditioneel | Vereenvoudigd | Yale met toontekens | Yale met cijfers op dezelfde regelhoogte | Yale met cijfers | Betekenis          |
| ------------ | ------------- | ------------------- | ---------------------------------------- | ---------------- | ------------------ |
| 廣州話       | 广州话        | gwóng jāu wá        | gwong2 jau1 waa2                         | gwong2 jau1 waa2 | Standaardkantonees |
| 粵語         | 粤语          | yuht yúh            | yut6 yu5                                 | yut6 yu5         | Kantonees          |
| 你好嗎?      | 你好吗?       | néih hóu ma?        | nei5 hou2 ma3?                           | nei5 hou2 ma3?   | Alles goed?        |